# Блаж-Юс
Блаж-Юс (рос. Блаж-Юс) — присілок у складі Сюмсинського району Удмуртії, Росія.
Населення — 137 осіб (2010; 211 в 2002).
Національний склад (2002):
- удмурти — 53 %
- росіяни — 46 %

## Урбаноніми[3]
- вулиці — Молодіжна, Пролетарська, Центральна